# Landwirtschaft und Ernährung im nationalsozialistischen Österreich
Die Landwirtschaft und Ernährung im nationalsozialistischen Österreich bezeichnet die gesamte Agrarwirtschaft und Agrarpolitik in Österreich nach dem Anschluss. Sie ist geprägt durch die Einflussnahme der deutschen Agrarpolitik auf die österreichische Landwirtschaft und die Übertragung der Strukturen und Gesetze der deutschen auf die österreichische Landwirtschaft, wie zum Beispiel das Reichserbhofgesetz oder den Reichsnährstand.

## Vorgeschichte
Im Ständestaat Österreich war die Landwirtschaft die Stütze der Wirtschaft, weshalb landwirtschaftliche Erzeugnisse auch stärker gefördert wurden als industrielle Produkte. Ähnlich wie in der deutschen Landwirtschaft wurden nach der Weltwirtschaftskrise 1929 protektionistische Maßnahmen unternommen, um die heimische Landwirtschaft vor dem Konkurrenzkampf der sinkenden Weltmarktpreise zu schützen und den Bauern ein höheres Einkommen zu sichern. Das agrarfreundliche Regime verhängte z. B. ein Einfuhrverbot über Roggen, Gerste und Vieh und unterstützte die Landwirtschaft mittels Interventionskäufen, wobei sich diese bald als zu kostspielig erwiesen.
Begründet wurde die Prioritätenverlagerung von der Industrie auf die Landwirtschaft auf der Statistik. Der Marktpreis von Weizen und Roggen stieg kontinuierlich an (siehe Tabelle 1) und im Außenhandel erzielten landwirtschaftliche Produkte größere Erträge als industrielle Produkte, was allerdings auch an der hohen Subventionierung lag. Trotz den Subventionen verschuldeten sich die Bauern oft über ihre Mittel, denn von 1933 bis 1937 wurden insgesamt 71.135 landwirtschaftliche Betriebe versteigert.
| Getreideart              | 1931          | 1932          | 1933          | 1934          | 1935          | 1936          | 1937          |
| ------------------------ | ------------- | ------------- | ------------- | ------------- | ------------- | ------------- | ------------- |
| Weizen Anbaufläche/Preis | 209.421 25.40 | 216.309 33.58 | 219.602 35.06 | 231.817 35.67 | 243.309 36.47 | 252.472 35.30 | 259.900 37.03 |
| Roggen Anbaufläche/Preis | 378.003 25.86 | 387.125 29.25 | 387.545 22.55 | 381.709 24.01 | 381.942 25.43 | 372.642 25.65 | 360.600 26.78 |

 Tabelle 1: Anbaufläche in Hektar beziffert, Preis in Schilling pro 100 Kilogramm.

## Agrarpolitik nach dem Anschluss
Am 12. März 1938 marschierte die deutsche Wehrmacht in Österreich ein, was einer Annexion gleichkam. In Deutschland waren große Reformen im Agrarbereich bereits wenige Wochen bis Monate nach der Machtübernahme der NSDAP eingeführt worden, diese Reformen wollte man unter Berücksichtigung der regionalen Landwirtschaftsumstände auch auf die österreichische Landwirtschaft übertragen.
Bereits am 18. März nahm eine Art provisorischer Bauernberufsvertretung, ähnlich dem deutschen Reichsnährstand, mit Sitz in Wien ihre Arbeit auf. Mit dem Aufbau des österreichischen Reichsnährstandes, wurde der spätere Neugründer der FPÖ, Anton Reinthaller beauftragt. Da es Schwierigkeiten mit der Umsetzung des Gesetzes gab, wurde erst am 14. Mai 1938 die Organisation des Reichsnährstandes in Österreich offiziell anerkannt und in den deutschen Reichsnährstand eingegliedert. Der Reichsnährstand übernahm die Aufgaben des aufgelösten Ministeriums für Landwirtschaft und Ernährung. Die meisten Angestellten waren deutsche Beamte aus dem „Altreich“, Österreicher wurden wegen „mangelnder Erfahrung“ kaum in Spitzenpositionen eingesetzt. Durch den Reichsnährstand erhielt die österreichische Landwirtschaft eine neue Verwaltungsstruktur. Die Kompetenzen, welche im Austrofaschismus bei den Bundesländern lagen, wurden auf drei „Landesbauernschaften“ reduziert:
- Landesbauernschaft Donauland; Verantwortung für die Gaue Niederdonau (Niederösterreich), Oberdonau (Oberösterreich), Teile Burgenlands und Wien, erst mit Verwaltungssitz in Linz, ab Dezember 1938 jedoch in Wien.
- Landesbauernschaft Südmark; Verantwortung für die Gaue Steiermark, Teile Burgenlands und Kärnten mit Verwaltungssitz in Graz.
- Landesbauernschaft Alpenland; Verantwortung für die Gaue Salzburg und Tirol-Vorarlberg mit Verwaltungssitz in Salzburg.

Diesen drei Landesbauernschaften waren insgesamt 70 Kreisbauernschaften unterstellt, welche in manchen Orten weitere untergeordnete Verwaltungssitze hatten. Der Landesbauernschaft Donauland stand Anton Reinthaller als Landesbauernführer vor, in der Südmark besetzte Sepp Hainzl diese Position und im Alpenland Jörg Wurm. 1942 wurden die drei Landesbauernschaften aus „politischen und wirtschaftlichen Überlegungen“ so umstrukturiert, dass sie am Ende den ehemaligen Bundesländern Österreichs glichen, und somit acht Verwaltungsgebiete enthielt. Das Burgenland blieb aufgeteilt.
Oberstes Ziel des Reichsnährstandes war es, die österreichische Landwirtschaft den Kriegserfordernissen entsprechend zu optimieren. Während die Bauernschaft in Deutschland schon seit fünf Jahren von den Nationalsozialisten auf größtmögliche Autarkie eingestellt worden war, wollte man in Österreich durch entsprechende Maschinisierung, Meliorationen etc. einen ähnlichen Effekt erzielen.
Ähnlich wie der Reichsnährstand trat auch das Reichserbhofgesetz, ein ideologisch begründetes Gesetz zur Unterstützung verschuldeter Bauern und Kontrolle aller Bauern, bald nach dem Anschluss in Kraft. Am 27. Juli 1938 wurde es mit einer Durchführungsordnung beschlossen. Einer der wichtigsten Punkte in dem Gesetz war das neue Anerberecht, durch welches der Bauer seinen Hof nicht mehr nach seinem Willen vererben durfte, also etwa dem Fähigsten seiner Verwandtschaft oder vor allem seinen Besitz auf die Kinder aufteilen. Allerdings bot das Gesetz einem Erbhof auch Schutz vor Verpfändung, was allerdings auch einige Kreditprobleme mit sich brachte.
Das Reichserbhofgesetz schützte die Höfe vor Verpfändung, doch zusätzlich versuchten die Nationalsozialisten die Bauern zu unterstützen, ihre Schulden abzubauen, namentlich mit der „Aufbauaktion“ und der „Entschuldungsaktion“. Da sich Reichserbhöfe nicht aus freien Stücken neu verschulden durften, da ein Erbhof „unbelastbar“ war, versuchte das Reich den Bauern mit der „Aufbauaktion“ Kapital für Investitionen zukommen zu lassen, das sogenannte „Aufbaudarlehen“. Diese Darlehen hatten eine Verzinsung von nur 2 % mit einer Laufzeit von 5 bis 30 Jahren, abhängig von der Leistungsfähigkeit des Hofes. Das Ausmaß der Aufbauaktion lässt sich gut mit dem Landesgau Donauland aufzeigen. Bis 1944 brachten 13,3 % aller landwirtschaftlichen Betriebe einen Aufbauantrag ein. Davon waren 48,9 % positiv angenommen und mit Geldmitteln in Höhe von über 20 Mio. Reichsmark unterstützt worden. Im Durchschnitt wurden 15 % der Gelder für Maschinen und Geräte verwendet, 43 % für Baumaßnahmen.
Zusätzlich zu der Investitionsmöglichkeit der „Aufbauaktion“ führten die NS-Machthaber auch ein System zum Schuldenabbau ein, die „Entschuldungsaktion“. Um die Vorzüge der Entschuldungsaktion genießen zu können, musste der Hofbesitzer bis zum 31. Dezember 1938 einen Entschuldungsantrag stellen. Die Entschuldung lief auf zwei Arten ab: Entweder durch die Umwandlung von Forderungen in unkündbare Tilgungsforderungen mit 4,5 % Zinsen und Tilgungsraten von unter 1 % auf eine Laufzeit von 51 Jahren, oder durch eine Ablösung der Forderungen durch das Deutsche Reich, bei der die Gläubiger ihre Forderungen in Bargeld erhielten, und die Bauern den Betrag auf eine Laufzeit von 30 bis 60 Jahren zurückzuzahlen hatten. In beiden Fällen wurden die Gläubiger oft benachteiligt. Jedoch stimmte der Bauer mit dem Entschuldungsvertrag auch umfangreichen Betriebsüberwachungen zu und musste einen Entschuldungsfähigkeits-Nachweis erbringen. Diese Restriktionen waren mitunter ein Grund, den Entschuldungsantrag zurückzuziehen. So waren in der Landesstelle Wien 22.000 Anträge eingebracht worden, ein Jahr später hatten 8.000 Bauern ihren Antrag zurückgezogen. Insgesamt hatten bis zum 28. Februar 1945 30.331 Bauern einen Entschuldungsantrag eingebracht, was 6,2 % aller österreichischen Betriebe entsprach, in welche schon 79.882.875 RM investiert worden waren.

## Ernährung
Direkt nach dem Anschluss versuchte das Dritte Reich alles, um die angeschlagene Landwirtschaft Österreichs kriegstauglich zu machen. Trotz umfangreicher Maschinisierung, finanziellen Anreizen und Versuchen, die Landflucht einzudämmen, sanken die Ernteerträge direkt nach dem Anschluss kontinuierlich ab (siehe Tabelle). Die Hauptgründe waren der Arbeitskräfteentzug und der Entzug tierischer Arbeitskraft infolge des Krieges. Auch sank der Anteil an Ackerland in Österreich von 1,890.157 Hektar 1938 auf 1,689.681 Hektar 1944.
|      | Weizen | Roggen | Gerste | Kartoffel | Futterrüben |
| ---- | ------ | ------ | ------ | --------- | ----------- |
| 1938 | 5.174  | 5.489  | 3.016  | 31.008    | 20.327      |
| 1939 | 4.473  | 4.893  | 2.855  | 27.648    | 19.374      |
| 1940 | 2.849  | 3.131  | 2.798  | 26.033    | 17.248      |
| 1941 | 3.417  | 3.884  | 2.338  | 26.021    | 19.950      |
| 1942 | 2.760  | 2.701  | 2.218  | 22.515    | 20.156      |
| 1943 | 3.434  | 3.557  | 2.147  | 17.728    | 18.084      |
| 1944 | 2.938  | 2.790  | 1.808  | 17.509    | 17.456      |

 Tabelle 2: Erntemengen in 100 Kilogramm.

## Zwangsarbeiter in der Landwirtschaft
Nach dem deutschen Überfall auf Polen wurden die ersten Zwangsarbeiter in der österreichischen Landwirtschaft eingesetzt. Im weiteren Kriegsverlauf kamen immer weitere Zwangsarbeiter unterschiedlichster Nationalitäten nach Österreich, 1942 waren es über 94.000, 1943 waren es schon über 188.000, 1944 belief sich die Summe auf 196.000 Menschen. Vor allem „Ostarbeiter“ wurden in der Landwirtschaft eingesetzt, Westeuropäer waren vorzugsweise in der Industrie eingesetzt. Die Zwangsarbeiter erhielten zwar eine Bezahlung, jedoch lag diese deutlich unterhalb der Bezahlung eines Deutschen, des Weiteren waren sie nicht krankenversichert und wurden nicht selten schlecht ernährt. Frauen erhielten teilweise nur die Hälfte des Lohns von Männern.

## Unterschiede zwischen der österreichischen und der deutschen Landwirtschaft
Obwohl die Landwirtschaft in Österreich zur Zeit des Austrofaschismus stark unterstützt worden war, lag ihre Produktivität im Vergleich mit der deutschen Landwirtschaft doch meist hinter dieser (siehe Tabelle 2). Dies lag vor allem daran, dass die Landwirtschaft im Dritten Reich neben der Kriegsindustrie die meisten Förderungen erhalten hatte, und Propagandaaktionen wie die Erzeugungsschlacht weitere Produktivitätssteigerungen erzeugten. Des Weiteren ist Österreich durch seine Alpenlandschaft viel beschränkter an Agrarnutzfläche.
|                                 | Roggen | Weizen | Gerste | Kartoffel | Zuckerrüben |
| ------------------------------- | ------ | ------ | ------ | --------- | ----------- |
| Deutschland                     | 17,3   | 21,6   | 19,9   | 160,0     | 294,0       |
| Österreich                      | 15,1   | 15,8   | 16,3   | 133,0     | 254,0       |
| Österreich in % von Deutschland | 87     | 73     | 82     | 83        | 86          |

 Tabelle 3: Ernteerträge in 100 kg je Hektar, Durchschnitt 1930–1934.
Erklären lässt sich der gewaltige Produktionsunterschied vielleicht im geringeren Düngemittelverbrauch in der österreichischen Landwirtschaft (siehe Tabelle 3). Deutschland förderte den Gebrauch von Düngemitteln mit finanziellen Anreizen, Einfuhrzölle wurden aufgehoben und der Preis auf Düngemittel wurde subventioniert. Nach und nach wurden die deutschen Düngergesetze auch auf Österreich übertragen. So sank der Preis von Stickstoff um ca. 32 %, der Preis von Kalisalz sank sogar um ca. 45 %.
| Nährstoffe    | Deutschland (1936) | Österreich (1933) |
| ------------- | ------------------ | ----------------- |
| Stickstoff    | 19,8               | 1,5               |
| Kalisalz      | 32,7               | 2,7               |
| Phosphorsäure | 21,0               | 2,7               |

Tabelle 4: Vergleich im Kunstdüngerverbrauchs in Kilogramm je Hektar Agrarland.
Doch nicht nur im Düngemittelgebrauch, auch bei der Maschinisierung waren deutsche Bauernhöfe deutlich besser ausgestattet als österreichische. In einem Monatsbericht des Statistischen Reichsamts 1939 hieß es: „im Durchschnitt des Altreichs gab es 1933 dreieinhalbmal mehr Elektromotoren (und) viereinhalbmal mehr Motorschlepper und Motorpflüge […] je 1000 ha landwirtschaftlicher Kulturfläche […] als in der Ostmark 1930“. Während der gesamten Zeit der deutschen Besetzung Österreichs wurde die Maschinisierung der österreichischen Landwirtschaft vorangetrieben (siehe Tabelle 4). So wurden bis 1940 allein in der Landesbauernschaft Donauland ca. 2.000 Traktoren seit dem Anschluss neu eingesetzt. Wegen der Topographie Österreichs mit seinen vielen Almen und Bergbauern waren die Maschinen teilweise jedoch kaum einsetzbar. Im späten Kriegsverlauf wurde die Produktion landwirtschaftlicher Maschinen zugunsten der Rüstungsproduktion immer weiter zurückgenommen, auch Treibstoff für Motoren und Stickstoff für Düngemittel wurde knapp.
| Maschinenart        | 1930   | 1939   | 1945    | 1946    |
| ------------------- | ------ | ------ | ------- | ------- |
| Traktoren           | 753    | 1.782  | 4.900   | 7.237   |
| Elektromotoren      | 50.384 | 88.051 | 110.000 | 142.526 |
| Verbrennungsmotoren | 19.336 | 38.892 | 37.000  | 44.237  |
| Sämaschinen         | 26.535 | 40.724 | 60.000  | 53.892  |
| Mähmaschinen        | 24.866 | 41.502 | 60.000  | 58.223  |

 Tabelle 5: Verwendung landwirtschaftlicher Maschinen in Österreich.